# 武満義雄

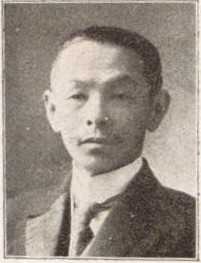
武満義雄

武満 義雄（武滿、たけみつ よしお、1863年3月24日（文久3年2月6日）- 1941年（昭和16年）6月19日）は、明治から昭和初期の漁業家・政治家。衆議院議員。旧姓・木原。

## 経歴
薩摩国薩摩郡隈之城郷、のちの鹿児島県薩摩郡隈之城村（川内町、川内市隈之城を経て現薩摩川内市）で、木原助左衛門の二男として生まれ、1876年（明治9年）武満貢の養子となり、1876年（明治9年）9月、家督を相続した。英漢学を修得。1880（明治13年）に上京して岡千仭（岡鹿門）から漢学を学んだ。帰郷して向田小学校長、青山小学校長、宮里小学校長などを歴任。1884年（明治17年）再度上京して東京法学院（英吉利法律学校、現中央大学）で学んだ。
地方漁協組合を組織し、大日本水産会鹿児島支部幹事、鹿児島県中央漁業組合副組長兼幹事、水産調査会委員、加世田鰯漁業社長などを務めた。
25歳で鹿児島県会議員に当選し、同常置委員も務め、川内中学校の設置、川内川の太平橋の鉄橋架橋などに尽力した。1902年（明治35年）8月の第7回衆議院議員総選挙で鹿児島県郡部から立憲政友会所属で出馬して初当選した。その後、1915年（大正4年）3月の第12回総選挙まで再選され、衆議院議員に連続6期在任した。この間、八代－鹿児島間の鉄道敷設、隈之城駅の新設などに尽力した。
その後、鹿児島新聞社（現南日本新聞）顧問、立憲政友会鹿児島県支部幹事長などを務めた。

## 国政選挙歴
- 第5回衆議院議員総選挙（鹿児島県第4区、1898年3月、立憲自由党）落選[11]
- 第7回衆議院議員総選挙（鹿児島県郡部、1902年8月、立憲政友会）当選
- 第8回衆議院議員総選挙（鹿児島県郡部、1903年3月、立憲政友会）当選[9]
- 第9回衆議院議員総選挙（鹿児島県郡部、1904年3月、立憲政友会）当選[9]
- 第10回衆議院議員総選挙（鹿児島県郡部、1908年5月、立憲政友会）当選[12]
- 第11回衆議院議員総選挙（鹿児島県郡部、1912年5月、立憲政友会）当選[12]
- 第12回衆議院議員総選挙（鹿児島県郡部、1915年3月、立憲政友会）当選[12]

## 親族
- 三男 武満威雄（1894-1938、帝国海上火災保険社員、音楽家武満徹の父）[2][13]